# Base (baloncesto)
Base (inglés: point guard o playmaker), también denominado armador, es una de las cinco posiciones en un juego de baloncesto reglamentario. Un base tiene quizás el papel más especializado de todas las posiciones. Se espera que los bases dirijan la ofensiva del equipo controlando la pelota y asegurándose de que llegue al jugador correcto en el momento adecuado. Por encima de todo, el armador debe comprender y aceptar totalmente el plan de juego de su entrenador; De esta manera, la posición puede compararse con un quarterback en el fútbol americano o un centrocampista en fútbol. Si bien el base debe comprender y aceptar el plan de juego del entrenador, también debe poder adaptarse a lo que la defensa está permitiendo, y también debe controlar el ritmo del juego.
Un base, al igual que otros jugadores en el baloncesto, se especializa en ciertas habilidades. El trabajo principal de un base es facilitar oportunidades de anotación para su equipo o, a veces, para ellos mismos. Lee Rose ha descrito a un base como un entrenador en el suelo, que puede manejar y distribuir el balón a sus compañeros. Esto implica configurar jugadas en la cancha, llevar el balón al compañero en la mejor posición para anotar y controlar el ritmo del juego. Un base debe saber cuándo y cómo instigar un contraataque y cuándo y cómo iniciar las jugadas entrenadas. Se espera que los bases sean líderes vocales del piso. Un base siempre debe tener en cuenta los tiempos en el reloj de lanzamiento y el reloj del juego, la puntuación, los tiempos de espera restantes para ambos equipos, etcétera.
Entre los jugadores más altos que han tenido éxito en la posición está Ben Simmons, quien con 2.08m ganó el Premio al Novato del Año de la Asociación Nacional de Baloncesto 2018. Detrás de él está Magic Johnson, quien con 2.06 m ganó el Premio al Jugador Más Valioso de la National Basketball Association tres veces en su carrera. Otros bases que han sido nombrados MVP de la NBA son Russell Westbrook, Bob Cousy, Oscar Robertson, Allen Iverson, Derrick Rose y los dos ganadores Steve Nash y Stephen Curry. En la NBA, los bases suelen ser de aproximadamente 1.90m o menos, y tienen un promedio de aproximadamente 1.88 m mientras que en la WNBA, las bases suelen ser de 1.75 m o más bajas. Tener un tamaño por encima del promedio (altura, músculo) se considera ventajoso, aunque el tamaño es secundario al conocimiento de la situación, la velocidad, la rapidez y las habilidades de manejo de la pelota. Los jugadores más bajos tienden a ser mejores dribladores, ya que están más cerca del suelo, y por lo tanto tienen mejor control de la pelota.
Después de que un oponente anota, normalmente es el base quien lleva la pelota al campo para comenzar una jugada ofensiva. Habilidades de pase, manejo de balón y visión de la cancha son cruciales, así como la velocidad, ya que en un base la velocidad permite crear separación y espacio fuera del drible, dándole espacio para trabajar. Los bases a menudo se valoran más por sus totales de asistencia que por su puntuación. Otro factor de evaluación importante es el índice de asistencia a la rotación, que refleja las habilidades de toma de decisiones del jugador. Aun así, un base de primera categoría también debería tener un tiro a canasta razonablemente efectivo.

## Ofensiva

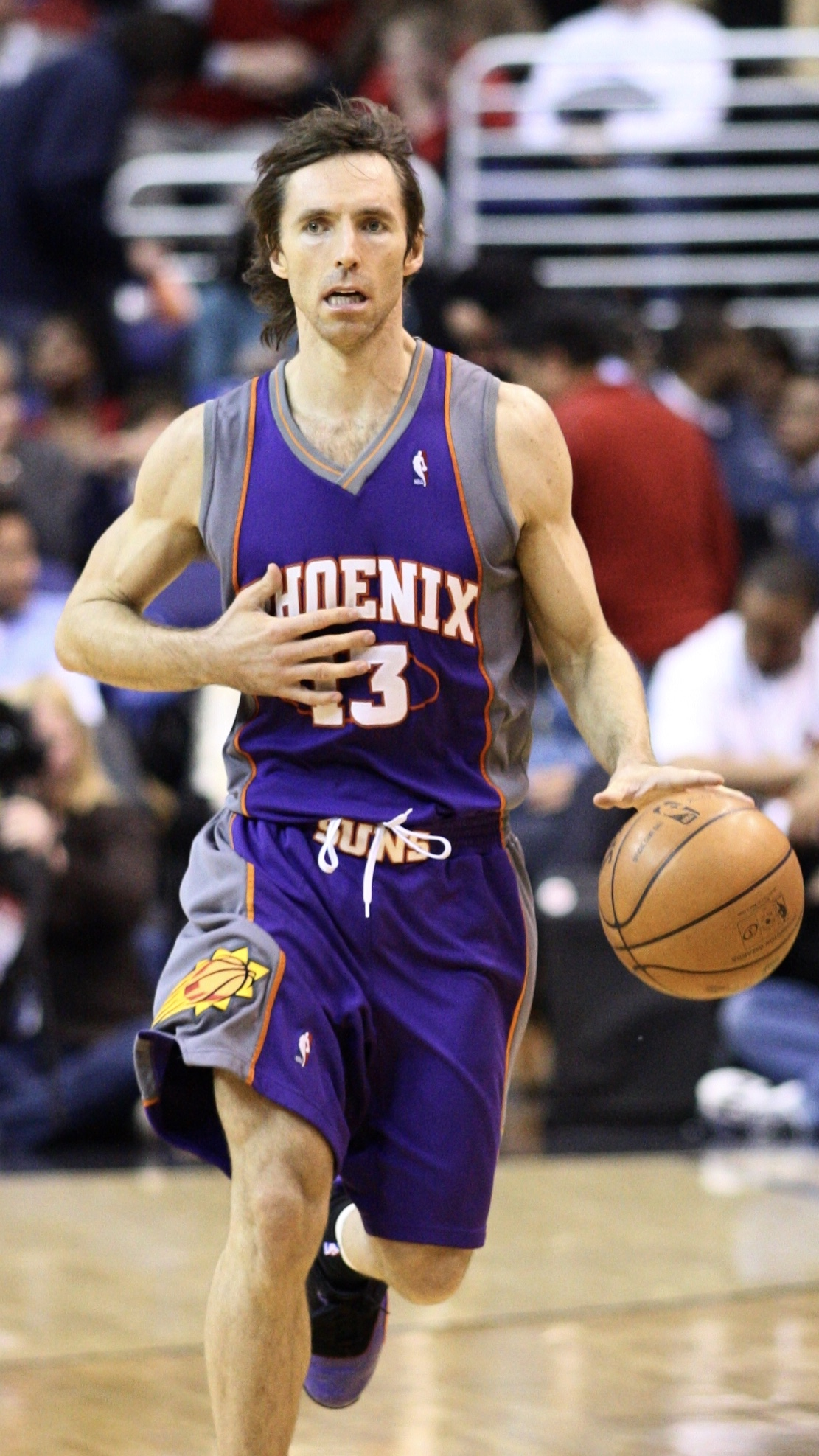
Steve Nash lideró la NBA en asistencias cinco veces.

El base se coloca en el perímetro de la cancha para tener la mejor vista de la acción. Esto es una necesidad debido a las muchas obligaciones de liderazgo del base. Muchas veces, los defensores se refieren al base como un "entrenador en el piso" o un "piso general". En el pasado, esto era particularmente cierto, ya que varios bases como Lenny Wilkens servían a sus equipos como entrenadores de jugadores. Esto ya no es tan común, ya que la mayoría de los entrenadores ahora están exclusivamente especializados en entrenamiento y no son jugadores, aun así algunos bases todavía tienen mucho margen de maniobra en la ofensiva, sin embargo, incluso los armadores a los que no se les da tanta libertad son extensiones de su entrenador en la pista y deben mostrar buenas habilidades de liderazgo.
Junto con el liderazgo y una visión general del baloncesto, el manejo del balón es una habilidad de gran importancia para un base. En términos generales, el armador es el jugador en posesión de la pelota la mayor parte del tiempo durante un juego y es responsable de mantener la posesión de la pelota para su equipo ante cualquier presión de los oponentes. Los bases deben poder mantener la posesión de la pelota en espacios abarrotados y en el tráfico, poder avanzar con la pelota rápidamente. Un base con suficiente habilidad para manejar la pelota y rapidez para poder conducir a la canasta en un juego de media cancha también es muy valioso y, para algunos, es una necesidad para una ofensiva exitosa.
Después del manejo del balón, el pase y la puntuación son las áreas más importantes del juego para un armador. Como el principal tomador de decisiones para un equipo, la habilidad de pase de un base determina qué tan bien puede un armero poner su decisión en juego. Una cosa es poder reconocer al jugador que se encuentra en una posición tácticamente ventajosa, pero otra cosa es poder entregarle la pelota a ese jugador. Por esta razón, un base suele ser, pero no siempre, más hábil y enfocado en pasar que en disparar. Sin embargo, un buen tiro en salto y la habilidad de marcar una penetración a la canasta aún son habilidades valiosas. Un base a menudo usará su habilidad para anotar con el fin de aumentar su efectividad como tomador de decisiones y creador de juegos.
Además del papel tradicional del base, los equipos modernos han encontrado nuevas formas de utilizar la posición. En particular, varios bases de punta modernos han usado un estilo exitoso de juego posterior, una táctica generalmente practicada por centros mucho más grandes y avanzados. Resolviendo el hecho de que el armador opuesto es, con toda probabilidad, un jugador de tamaño insuficiente con una fuerza limitada, varios guardias de punta modernos han desarrollado juegos cercanos a la canasta que incluyen la posibilidad de utilizar el paso atrás o el tiro de salto de desvanecimiento.
En los últimos años, el cambio de deporte de un estilo de juego fundamental a un juego más atlético y orientado a las anotaciones dio como resultado la proliferación de los llamados combo guardias en la posición de base. Los bases más explosivos y atléticos se enfocan en anotar en lugar de en hacer jugadas, en las asistencias y en el movimiento de la pelota, y con frecuencia en la defensa, para obtener números más altos. Los jugadores jóvenes que son relativamente bajos ahora están desarrollando los aspectos de puntuación de sus conjuntos de habilidades, mientras que antes a estos jugadores les resultaría difícil ingresar a la NBA sin las habilidades de un verdadero combo guardia. Estos combo guardias pueden sorprender a las defensas. En lugar de pasar después de levantar la pelota, conducen rápidamente a la canasta o retroceden para tomar un tiro exterior. Hay algunas desventajas de este estilo de juego. Un base a menudo controla la ofensiva y también controla quién obtiene el balón y quién no, ya que este tipo de estilo de juego de control es necesario para controlar el tempo de un juego. Por lo general, los bases de anotación buscan anotar primero, lo que evita que los compañeros de equipo obtengan el balón. Esto puede hacer que otros jugadores se desintegren en la ofensiva. Aun así, los bases de combo aún requieren habilidades de pase por encima del promedio, pero no tanto como los poseídos por los bases "puros" (que es a lo que se hace referencia a aquellos en el molde tradicional de un base).

## Defensa

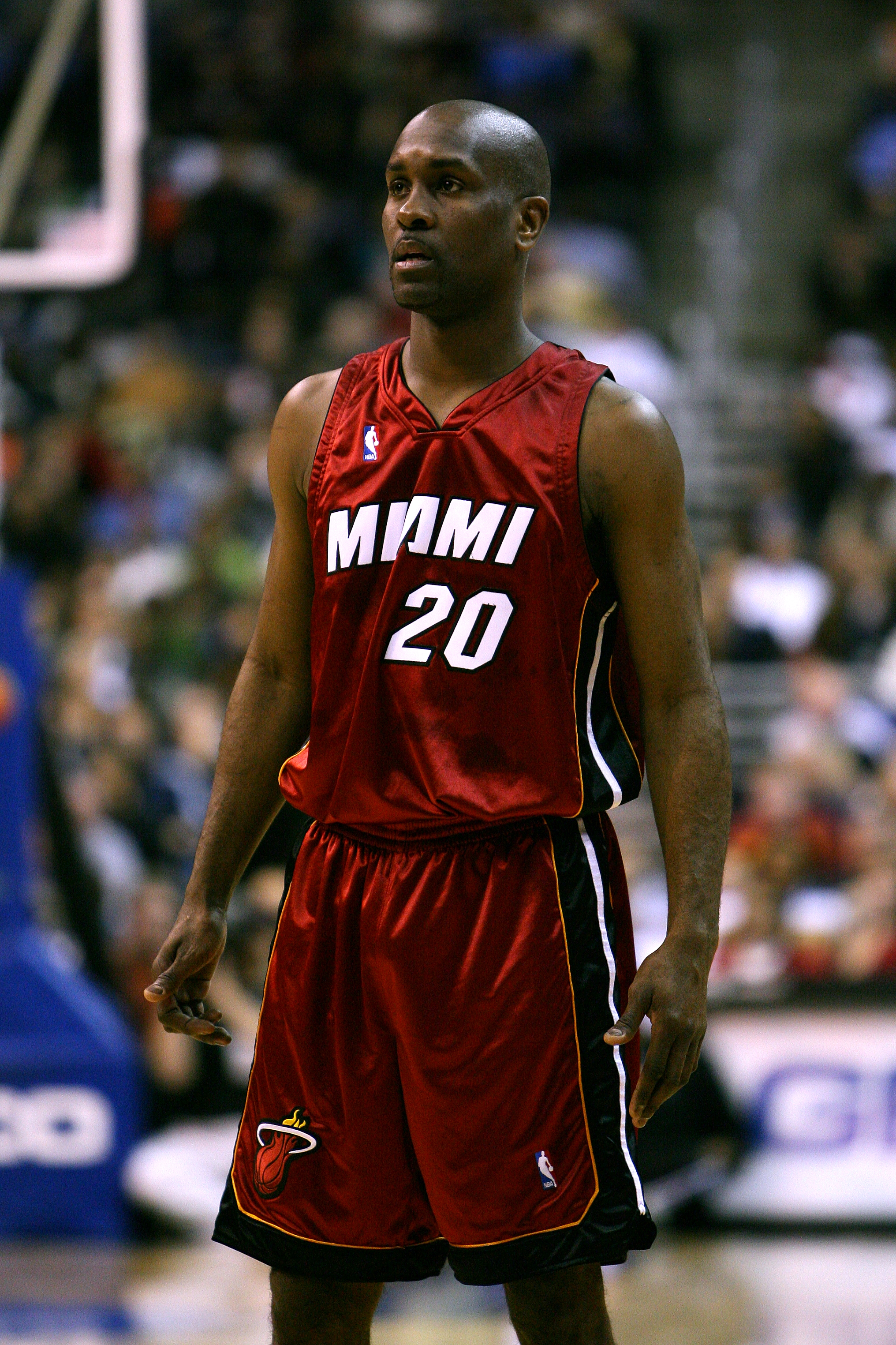
Gary Payton, un base conocido por su habilidad defensiva.

Un base se defiende principalmente en el perímetro, al igual que juega principalmente en el perímetro en ataque. En defensa, el base se encarga de hacer que el base contrario sea tan ineficaz como sea posible. Un base defensivo intentará lograr esto con una presión constante sobre el balón, haciendo que sea difícil mantener la posesión. Un base defensivo también presionará a los oponentes para que pasen por los carriles en un intento de generar robos y oportunidades de puntuación para su equipo.

## Jugadores históricos

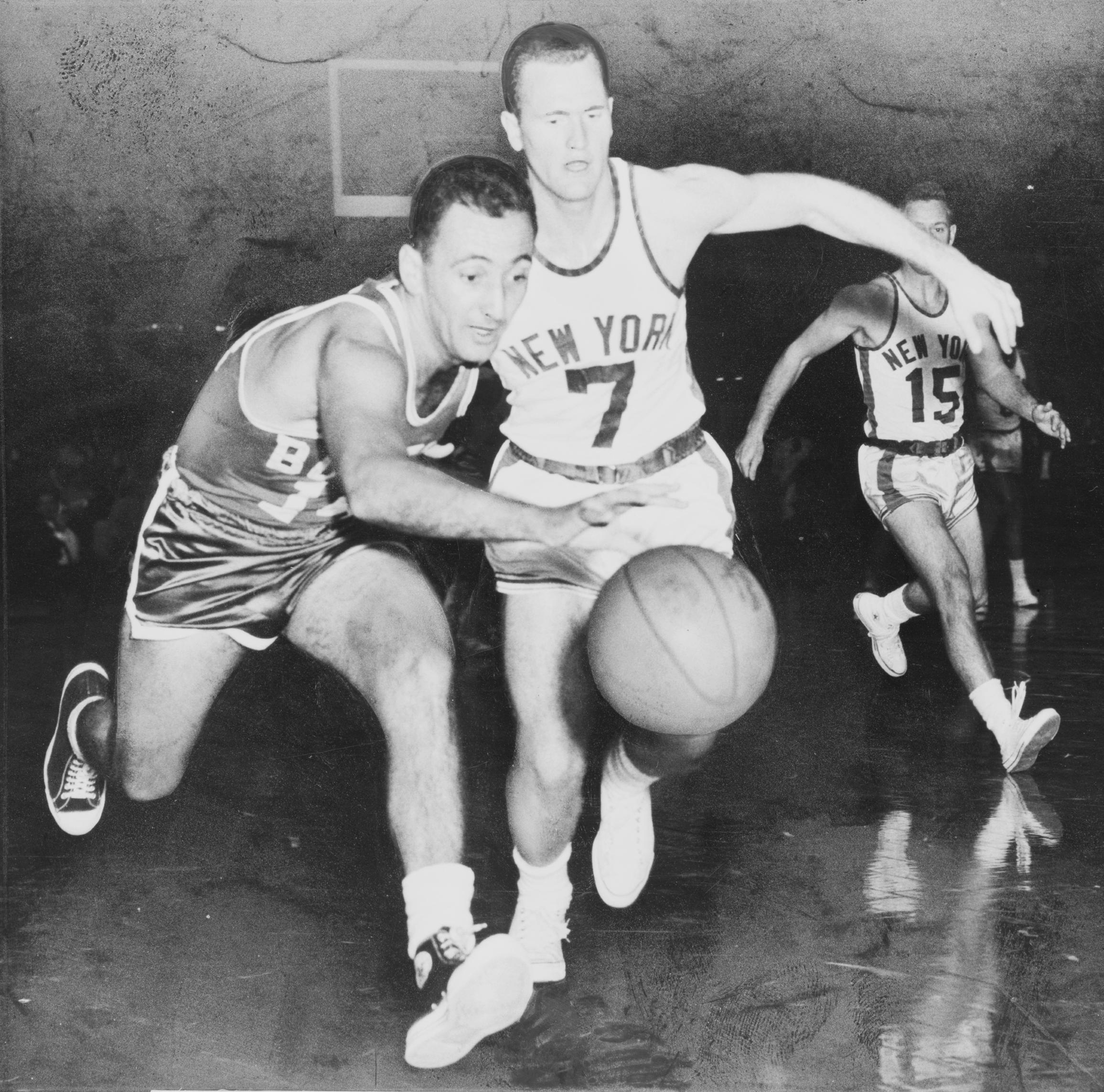
Bob Cousy

### NBA
Bases elegidos en la lista de los 50 mejores jugadores de la historia de la NBA:
- Dave Bing (Detroit Pistons)
- Bob Cousy (Boston Celtics)
- Walt Frazier (New York Knicks)
- Hal Greer (Philadelphia 76ers)
- Magic Johnson (Los Angeles Lakers)
- Oscar Robertson (Cincinnati Royals)
- Bill Sharman (Boston Celtics)
- John Stockton (Utah Jazz)
- Isiah Thomas (Detroit Pistons)

*Entre paréntesis, el equipo en el que cada jugador desarrolló la mayor parte de su carrera.